# Saint-Pantaléon-de-Larche
Saint-Pantaléon-de-Larche település Franciaországban, Corrèze megyében. Lakosainak száma 5006 fő (2022. január 1.). Saint-Pantaléon-de-Larche Brive-la-Gaillarde, Larche, Lissac-sur-Couze, Mansac, Ussac, Varetz, La Feuillade és Pazayac községekkel határos.

## Népesség
A település népessége az elmúlt években az alábbi módon változott:
| Lakosok száma | 1729 | 3019 | 3478 | 4415 | 4763 | 4793 | 4777 | 4751 | 4808 | 5006 |
|               | 1968 | 1982 | 1990 | 2006 | 2013 | 2015 | 2017 | 2019 | 2020 | 2022 |